# 吟遊
『吟遊』（ぎんゆう、Ginyu）は、季刊の国際俳句雑誌。内規を持つ任意団体である吟遊社（Ginyu Press）が発行。俳句（ハイク）の世界化を推進し、翻訳に限らず、多言語の作品を掲載している。

## 沿革
- 1996年～1998年　代表の夏石番矢が、明治大学法学部からの在外研究でパリ滞在中、日英二言語程度ではない、多言語の国際俳句雑誌の必要性を感じ、南仏で吟遊詩人（troubadour）の足跡に触れ、雑誌名を思いつく。共同体、言語、国境、既成概念を超えた俳句創作の場として構想[1]。
- 1998年9月30日　創刊準備号発行（七月堂が印刷を担当、現在に至る）
- 1998年12月20日　創刊号発行

## 概要
- 吟遊社：埼玉県富士見市鶴瀬西3-16-11
- 発行人：夏石番矢
- 編集人：鎌倉佐弓
- 主要同人：藍原弘和、阿部吉友、石倉秀樹、大里順、海道芙美子、羽田野令、丹下尤子、松本勇二、鈴木伸一、白石司子、長谷川裕、福富健男、金城けい、山岸竜治、山本一太朗、古田嘉彦、川口信行、大橋愛由等、たかはししずみ、橋本遊行、仙川桃生　ほか
- 創刊以来の主要執筆者：夏石番矢、鎌倉佐弓、ジム・ケイシャン（USA）、平川祐弘、四方田犬彦、コルネリユス・プラテリス（Lithuania）、清水国治、カティシャ・クラコヴァ（Macedonia）、酒井佐忠、田村雅之、カイ・ニエミネン（Finland）、ジャック・ガルミッツ（USA）、カジミーロ・ド・ブリトー（Portugal）、大久保喬樹　レオンス・ブリエディス（Latvia）、カルネッシュ・クマール・アグラワル（India）、モハメッド・ベニス（Morocco）、ペータル・チューホフ（Bulgaria）、アンドレス・エヒン（Estonia）、石倉秀樹　ほか

初期は、金子兜太、荒木忠男、宗田安正などの顧問を置いた。同人は、自由に俳句作品寄稿、近年は日英対訳での発表が増える。同人以外の投句は、吟遊俳句ギャラリー。毎年1回、吟遊同人総会を東京で開催し、作品合評、俳句朗読、吟遊俳句賞授賞式などを行っている。2013年7月、神戸で多言語句会、吟遊カルメン句会開催。2014年11月、吟遊明大句会開催。掲載言語は30カ国以上。「吟遊」誌からの海外の新聞や雑誌への転載も行われている。

## 賞
2003年から毎年、国内外の質の高い句集と俳句選集に、吟遊俳句賞を出している。審査は吟遊社代表の夏石番矢による。受賞者には、審査員による毛筆書きの賞状、賞金、副賞などが授与される。表彰式は、吟遊同人総会の席上。発表はインターネットと「吟遊」誌の毎年秋に発行される号。過去の受賞作者の出身は、6カ国以上にわたる。また2014年から毎年、「吟遊」誌面発表俳句に対して、吟遊・夏石番矢賞を出している。
「吟遊俳句賞」主要受賞者
- 日本  安井浩司、八木忠栄、長嶺千晶、大沼正明、伊丹三樹彦
- 米国  ジャック・ガルミッツ、ジム・ケイシャン（英語版）
- フランス  アラン・ケルヴェルヌ（フランス語版）、ジョルジュ・フリーデンクラフト（フランス語版）
- セルビア  ドラガン・J・リスティッチ(Dragan J. Ristic)
- スロヴェニア  ディミータル・アナキエフ（英語版）